# 菊红花
菊红花（1969年—），蒙古族，中华人民共和国政治人物、第十一届全国政协委员。
担任青海省乌兰县蒙医院副院长。2008年，当选第十一届全国政协委员，代表医药卫生界，分入第四十五组。